# Paulo Vinícius
Paulo Vinícius de Souza Nascimento (n. 12 august 1984, Ribeirão Preto, São Paulo, Brazilia) este un fotbalist brazilian liber de contract, care joacă pe post de fundaș.